# Élections législatives togolaises de 2024
Les élections législatives togolaises de 2024 se déroulent le 29 avril 2024 afin d'élire les 113 membres de l'Assemblée nationale du Togo. Les toutes premières élections régionales de l'histoire du pays sont organisées simultanément.
L'Union pour la République (UNIR) du président Faure Gnassingbé détient la majorité absolue des sièges dans l'assemblée sortante. Cette dernière procède courant avril à une révision constitutionnelle qui modifie profondément les institutions du pays, qui passe d'un régime présidentiel à un régime parlementaire, la nouvelle législature étant désormais appelée à élire au suffrage indirect le président. Cette Cinquième république est vivement critiquée par l'opposition, qui y voit un stratagème de Faure Gnassingbé destiné à lui permettre de se maintenir au pouvoir.
Comme attendu, l'UNIR l'emporte largement, selon les résultats préliminaires.

## Contexte

### Présidence de Faure Gnassingbé

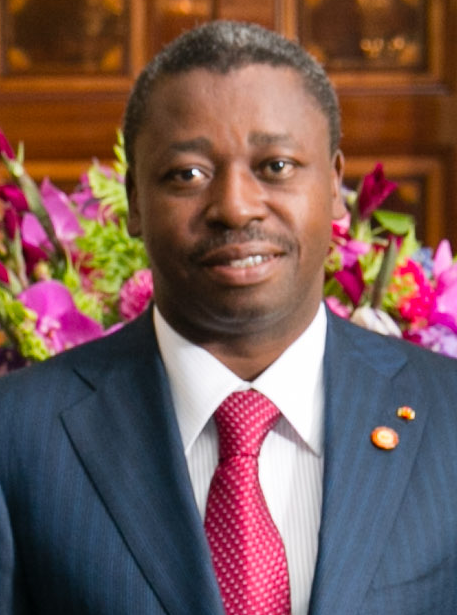
Faure Gnassingbé

La vie politique du Togo est dominée par l'Union pour la République (UNIR) au pouvoir. Son chef, Faure Gnassingbé, est au pouvoir depuis la mort de son père Gnassingbé Eyadéma en 2005. D'abord président par intérim, il est élu à la présidence de la république la même année, puis réélu en 2010, 2015 et 2020. Cette « démocratie dynastique » se maintient de scrutin en scrutin par la répression de l'opposition, l'opacité du décompte des voix et la modification de la constitution à son profit,.
Les précédentes élections législatives en 2018 sont boycottées par l'Alliance C14, principale formation d'opposition regroupant quatorze partis, à la suite d'irrégularités dans la préparation du scrutin et au refus du président Faure Gnassingbé d'abandonner définitivement son projet de révision constitutionnelle,. Ce dernier ambitionne en effet de réinstaurer la limite du nombre de mandats présidentiel tout en la « remettant à zéro », lui permettant ainsi de se maintenir au pouvoir au-delà de son troisième mandat, qui s’achève en 2020.
La campagne est marquée par la violence de la répression contre les manifestants. Plusieurs morts dont au moins trois par balles sont a déplorer, ce qui amène le gouvernement à interdire à la mi-décembre toute marche ou rassemblement public. En l'absence de réel opposants, l'UNIR conserve sa majorité absolue avec 59 sièges sur 91. Le parlement connait par ailleurs une forte hausse du nombre de députés indépendants, 18 d'entre eux décrochant un siège. L'Union des forces de changement (UFC) et quatre autres formations se partagent les quelques sièges restants,.
Malgré la majorité absolue obtenue, le scrutin est initialement considéré comme un échec relatif pour l'UNIR, qui ne parvient pas à décrocher la majorité des quatre cinquièmes des sièges nécessaires à une modification constitutionnelle par seule voie parlementaire, même en comptant sur ceux de son allié l'UFC, et ce malgré le boycott d'une grande partie de l'opposition. Le 8 mai 2019, cependant, le gouvernement parvient à faire voter à la quasi-unanimité une révision constitutionnelle permettant à Gnassingbé de se maintenir jusqu'en 2030. Gnassingbé est par conséquent réélu sans surprise dès le premier tour de l'élection présidentielle de 2020, avec plus de 70 % des suffrages, un résultat contesté par l'opposition qui accuse le gouvernement de fraude électorale,,.

### Reports du scrutin
Le recensement électoral en vue des élections législatives et régionales — les premières de l'histoire du pays, qui doivent ensuite permettre les premières élections des sénateurs au scrutin indirect — est organisé par la Commission électorale nationale indépendante (CENI) en plusieurs étapes successives à partir du 29 avril 2023, le pays se trouvant pour l'occasion divisé en trois zones de recensement. Ce dernier se révèle cependant affligé de graves dysfonctionnements qui conduisent finalement à son prolongement par le gouvernement sous la pression de l'opposition, Jean-Pierre Fabre dénonçant notamment une tentative d'organiser un recensement frauduleux,,. Il se termine finalement le 14 juin avec la fin de la prorogation dans la troisième et dernière zone. Courant août, le silence de la CENI sur la date d'organisation du scrutin provoque l'inquiétude de l'opposition, qui craint un report. Le gouvernement est alors accusé de chercher à pousser l'opposition au boycott, ce qui permettrait au parti UNIR au pouvoir de reproduire les résultats des élections de 2018 en l'absence de réelle concurrence.
Le fichier électoral définitif de la CENI est finalement rendu public le 20 novembre 2023. Selon ce dernier, le recensement brut de 4 432 936 électeurs a été suivi après vérification de la radiation de 129 225 noms, pour un total final de 4 203 711 électeurs dont 1 941 315 hommes et 2 262 396 femmes, soit respectivement 46,18 et 53,82 %. Sollicitée par le Togo pour réaliser un audit externe, l'Organisation internationale de la francophonie (OIF) le juge fiable, ouvrant ainsi la voix à la tenue du scrutin,. Le 27 novembre 2023, cependant, Faure Gnassingbé annonce finalement le report du scrutin à la fin du premier trimestre 2024. Le mandat des députés sortant s'étant achevé le 31 décembre 2023, ce report provoque une situation de vide institutionnel que dénonce l'opposition,.
La prise en compte de l'évolution démographique du pays entraine un redécoupage des circonscriptions électorales, tandis que le total des sièges passent de 91 à 113. Cette augmentation intervient à l'issue des concertations entre le gouvernement et l'opposition, qui demandaient à porter le nombre de députés à celui des communes, soit 117. Après ce redécoupage le gouvernement annonce finalement le 9 février la tenue des élections législatives et régionales pour le 13 avril, avant de les repousser une nouvelle fois au 20 du même mois, avant, le 24 février, de les décaler au 20 avril.

### Révision constitutionnelle
Courant mars, l'Assemblée nationale adopte une révision constitutionnelle qui inaugure le passage à une Cinquième République. La révision modifie en profondeur la forme de l’État, qui passe d'un régime présidentiel où le président de la République est élu au scrutin direct pour un maximum de deux mandats de cinq ans et concentre le pouvoir exécutif avec un Premier ministre nommé par lui, à un régime parlementaire où le président est élu pour un mandat unique de six ans au suffrage indirect et ne possède que les pouvoirs honorifiques de chef de l’État, tandis que le Premier ministre — renommé président du Conseil des ministres et désigné par l'Assemblée sans limitation de mandats — devient le réel détenteur du pouvoir exécutif en tant que chef du gouvernement. Le texte est voté le 25 mars par 89 voix pour, une contre et une abstention, soit la majorité qualifiée des quatre cinquièmes exigée par la Constitution de 1992,,. Les élections législatives sont repoussées à une date ultérieure le 3 avril suivant, soit la veille même du début de la campagne officielle.
La révision constitutionnelle suscite de vives critiques chez l'opposition, qui accuse Faure Gnassingbé d'avoir fait voter une « Constitution sur mesure » destinée à lui permettre de se maintenir indéfiniment au pouvoir. Le vote « en catimini » de la révision, alors même que celle-ci entraine une refonte complète des institutions et que le mandat des députés a officiellement pris fin le 31 décembre 2023, suscite particulièrement la controverse. L'opposition réclame la mise à référendum de la révision, qualifiée en l'état d'inconstitutionnelle,. Après plusieurs journées de manifestations de l'opposition que le gouvernement peine à dissiper, Faure Gnassingbé ordonne le 29 mars que le texte soit soumis à une seconde lecture « au vu de l’intérêt suscité par cette loi », sans pour autant obtenir une démobilisation de l'opposition, qui poursuit ses manifestations malgré leur interdiction par le gouvernement,,,. Le scrutin est par la suite fixé le 9 avril au 29 du même mois, avec une campagne électorale se déroulant du 13 au 27.
La révision est finalement adoptée en seconde lecture le 19 avril, à l'unanimité des 87 députés présents. Par rapport à la première mouture du texte, la durée du mandat du président de la République élu au suffrage indirect passe de cinq à quatre ans, toujours renouvelable une fois.

## Mode de scrutin

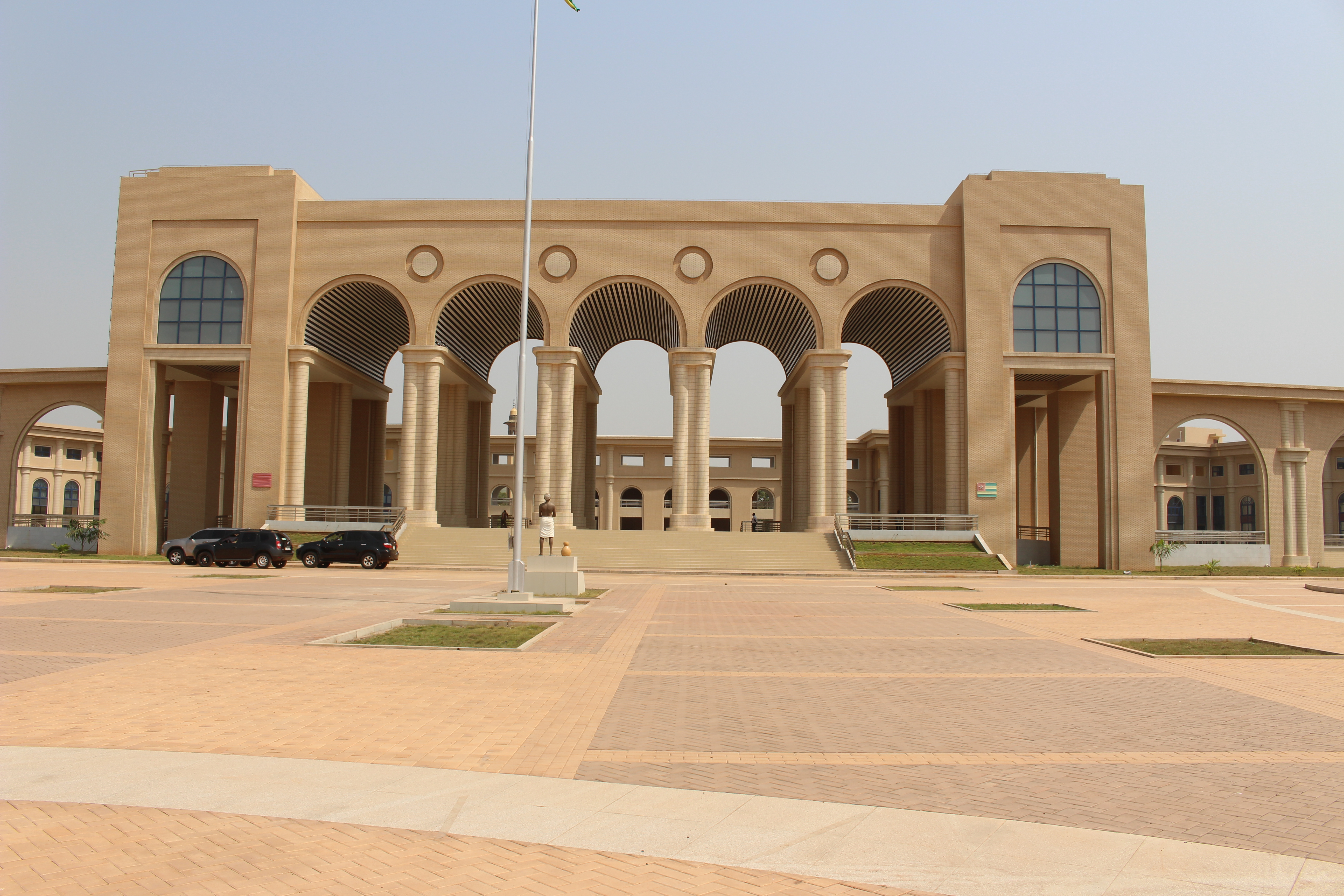
Bâtiment de l'assemblée à Lomé

L'Assemblée nationale est le parlement monocaméral du Togo. Elle est composée de 113 sièges pourvus pour six ans au scrutin proportionnel plurinominal de liste dans trente neuf circonscriptions de 2 à 8 sièges chacune.
Le scrutin se tient avec des listes fermées paritaires comprenant deux fois plus de candidats que de sièges à pourvoir, et les résultats en voix conduisent à une répartition des sièges sans seuil électoral, selon la méthode au plus fort reste.
La révision constitutionnelle de 2019 a augmenté la durée du mandat des députés de cinq à six ans, tout en le limitant à un maximum de deux renouvellements.

## Campagne
La période de campagne officielle débute le 13 avril,. Un total de 2 350 candidats sont en lice. Les élections législatives sont cependant boycottées par la Dynamique Mgr Kpodzro (DMK) — du nom de son dirigeant, l'évêque d'Atakpamé Philippe Kpodzro —, regroupant sept partis politiques d'opposition et sept organisations de la société civile. Jugeant toujours illégitimes le pouvoir issu des modifications constitutionnelles de 2019, le DMK refuse de participer à ce qu'il considère comme un « simulacre d'élections ».
Le scrutin n'est cependant pas l'objet d'un boycott de la part du reste de l'opposition, dont celle réunie depuis la présidentielle de 2020 au sein de l'Alliance nationale pour le changement (ANC), qui juge négatives les conséquences du boycott de 2018. Si la formation parvient à tenir des meetings dans la capitale Lomé, ses rassemblements sont le plus souvent interdits par le gouvernement. Dénonçant des irrégularités et des malversations dans la préparation du scrutin, son dirigeant Jean-Pierre Fabre appelle ses militants à s'inscrire massivement sur les listes électorales,. L'opposition poursuit par ailleurs en avril les manifestations de grande ampleur organisées à l'encontre du projet de révision constitutionnelle de Faure Gnassingbé.
Le 23 avril, la demande de l'Église catholique de déployer une mission d'observation pendant le scrutin est rejetée par la Commission électorale, qui lui reproche de ne pas avoir justifiée ses sources de financement. L'évêque Benoît Alowonou, président de la Conférence des évêques du Togo (CET), déplore ce refus qui empêche le clergé catholique de faire « son devoir de citoyen » et d'apporter un « gage supplémentaire de la transparence » du double scrutin législatif et régional. La mission n'aurait ainsi pas eu besoin de financement, étant assurée par des paroissiens bénévoles. L'église catholique fait alors l'objet d'une méfiance croissante de la part du pouvoir en raison de ses prises de positions, notamment à l'encontre de la nouvelle constitution,.

## Résultats
|                          |                                                              |                          |           |       |        |               |  |  |  |
| Parti                    | Parti                                                        | Parti                    | Votes     | %     | Sièges | +/–           |  |  |  |
|                          | Union pour la république                                     | UNIR                     |           |       | 108    | 49            |  |  |  |
|                          | Alliance des démocrates pour le développement intégral       | ADDI                     |           |       | 2      | 2             |  |  |  |
|                          | Alliance nationale pour le changement                        | ANC                      |           |       | 1      | 6             |  |  |  |
|                          | Dynamique pour la majorité du peuple                         | DMP                      |           |       | 1      | 1             |  |  |  |
|                          | Forces démocratiques pour la République                      | FDR                      |           |       | 1      | 1             |  |  |  |
|                          | Nouvel engagement togolais                                   | NET                      |           |       | 0      | 3             |  |  |  |
|                          | Mouvement patriotique pour la démocratie et le développement | MPDD                     |           |       | 0      | 2             |  |  |  |
|                          | Parti des démocrates panafricains                            | PDP                      |           |       | 0      | 1             |  |  |  |
|                          | Mouvement des républicains centristes                        | MRC                      |           |       | 0      | 1             |  |  |  |
|                          | Convergence patriotique panafricaine                         | CPP                      |           |       | 0      | en stagnation |  |  |  |
|                          | Union des nationalistes pour le travail                      | UNT                      |           |       | 0      | en stagnation |  |  |  |
|                          | Afrique Togo écologie                                        | ATE                      |           |       | 0      | en stagnation |  |  |  |
|                          | Parti pour la démocratie et le renouveau                     | PDR                      |           |       | 0      | en stagnation |  |  |  |
|                          | Cercle des leaders émergent                                  | CLE                      |           |       | 0      | en stagnation |  |  |  |
|                          | Autres partis                                                |                          |           |       | 0      | en stagnation |  |  |  |
|                          | Listes indépendantes                                         | Listes indépendantes     |           |       | 0      | 18            |  |  |  |
|                          |                                                              |                          |           |       |        |               |  |  |  |
| Votes valides            | Votes valides                                                | Votes valides            | 2 484 208 | 95,69 |        |               |  |  |  |
| Votes blancs et nuls     | Votes blancs et nuls                                         | Votes blancs et nuls     | 112 004   | 3,41  |        |               |  |  |  |
| Total                    | Total                                                        | Total                    | 2 596 212 | 100   | 113    | 22            |  |  |  |
| Abstention               | Abstention                                                   | Abstention               | 1 607 499 | 38,24 |        |               |  |  |  |
| Inscrits / participation | Inscrits / participation                                     | Inscrits / participation | 4 203 711 | 61,76 |        |               |  |  |  |

## Analyse
Bien qu'organisé dans un contexte politique tendu, le vote se déroule dans le calme, avec une participation constatée comme assez faible par les observateurs, mais qui s'élève finalement à 61 % des inscrits. Un total de 14 271 bureaux de vote sont ouverts de six à seize heures, les frontières du pays étant elles-mêmes fermées l'ensemble de la journée. Le dépouillement des voix a lieu sous la supervision de la Force sécurité élections législatives et régionales 2024 (FOSELR 2024), composée de 12 000 gendarmes et policiers,,,.
La Communauté économique des États de l’Afrique de l’Ouest  (Cédéao), l'Union africaine (UA) et l'Organisation internationale de la francophonie (OIF) se félicitent du bon déroulement de la campagne et de la tenue du scrutin dans le calme, les observateurs de la Communauté des États sahélo-sahariens (CEN-SAD) le jugeant également « libre, équitable et transparent ». Ces satisfécits des organisations régionales se voient opposés les critiques de l'opposition togolaise, qui dénonce leur validation d'élections « frauduleuses » après le déploiement d'à peine 70 observateurs sur le terrain. Le Collectif des Associations Contre l'Impunité au Togo (CACIT) et la ligue togolaise des droits de l'homme rélèvent quant à eux plusieurs « incidents localisés », tels que l'absence d'électeurs sur les listes électorales, l'absence de logos de certains partis sur des bulletins de vote, et l'impossibilité d'accéder aux procès verbaux par les représentants des partis dans plusieurs bureaux de vote. L'opposition accuse le pouvoir d'avoir massivement recouru à la fraude électorale en bourrant les urnes et en abusant du système de vote par procuration. Dénonçant un « coup de force », la secrétaire générale de la Convention démocratique des peuples africains, Kafui Adjamagbo-Johnson, annonce le dépôt par son parti de recours à l'encontre des résultats,. Les recours sont cependant tous rejetés le 13 mai par la Cour constitutionnelle, qui rend public les résultats définitifs.
Comme attendu, l'Union pour la République (UNIR) du président Faure Gnassingbé arrive largement en tête des législatives avec 108 sièges sur 113,. Il remporte également 137 des 179 sièges de conseillers régionaux aux élections régionales organisées le même jour, ce qui devrait lui assurer la mainmise sur le futur Sénat,. Cette victoire de l'UNIR permet à Faure Gnassingbé de viser sans risques le poste de président du Conseil, qui lui permettrait de se maintenir au pouvoir sans limitation de durée, après dix neuf années déjà passées à la présidence de la République. L'UNIR se félicite de cette victoire écrasante qui valide la réforme constitutionnelle selon Gilbert Bawara, ministre de la Fonction publique, du Travail et du Dialogue social, et proche du président.
La réforme constitutionnelle est promulguée le 21 mai. Les dispositions provisoires permettent l'entrée en vigueur des changements d'ici un an, après l'installation du Sénat. Le gouvernement sortant démissionne le jour même,.